# おへんろ。
『おへんろ。』は、アニメ制作会社・ufotableの企画による日本の新聞コラム記事、および同記事を原作として展開されている各種メディア作品のシリーズおよびブランドタイトル。
原作となるコラム記事は徳島新聞朝刊にて毎週火曜日に連載している。第1期は2016年度末で完結し、第2期「歴史探究阿波踊り編」が2017年5月6日開始、2018年10月23日完結。第3期「歴史探究サイクリング編」が翌週2018年10月30日から2020年7月28日まで88話連載され、翌週8月4日から11月3日まで「サイクリング編完結記念特別企画！！おへんろ。に行こう！編」が、翌週11月10日より2021年12月28日まで「密にならない！おへんろ。で楽しむ徳島旅編」が連載された。
主なメディア展開として、同コラム記事を原作とした紀行番組『おへんろ。〜八十八歩記〜』（おへんろ はちはちあるき）が四国地方を中心に地上波放送された後にインターネットテレビおよび衛星放送へと全国区配信され、同番組を元にした漫画作品が『ファミ通コミッククリア』にて配信されていた（後述）。
徳島県内を中心とする周辺域において複数のイベント・サービスのタイアップコンテンツとして採用されている実績がある。

## 概要
四国内の寺院巡礼、いわゆる四国八十八箇所巡礼すなわちお遍路をモチーフとする初心者・年少者を対象とした作品。かわいらしいイラストとキャラクター同士の軽妙なトークで、四国八十八箇所を巡る「お遍路」の魅力をわかりやすく描いていくことを目的としている。
もとはufotableの若手社員が地元密着の企画として発案したもので『釣り百景』のような紙面のコーナーに女の子のイラストをのせて紹介したら面白そう、という発想から生まれた。お遍路の案内人である四国八十八箇所霊場公認先達とufotableスタッフがロケハンを行い監修を受けているため、紀行作品としての楽しみ方のほかにガイドブックの様な楽しみ方もできる。
本文、作画、構成をufotable所属の永森雅人、デジタル彩色 を同じくufotable所属の辻雅俊と田中敦士、島村純平及び永森雅人、監修を第88話までと「別格編」最初の話である第89話を公認先達の有地健、第90話以降第100話までを塩田龍応が担当する。制作スタッフはufotable徳島所属のスタッフでオーディションが行われたもので、その結果として永森が選ばれることとなった。
2017年5月より開始された第2期『歴史探究阿波踊り編』では、テキストをufotable代表取締役社長の近藤光が担当、第3期『歴史探究サイクリング編』ではufotableでクレイアニメーションを制作してる大堀久美子、途中からufotable脚本家の佐藤和治が参加し2人で担当した。

## 展開
徳島新聞朝刊にて2013年10月14日に第0話がufotableによる優先新聞広告（いわゆる下4段分を使用した記事広告）として掲載された。翌2013年10月15日の第1話より毎週火曜日に朝刊に掲載されている。なおufotableが広告スペースとして取得している下4段のうち横2柱分のスペースは、企画に賛同している別の地元企業の広告スペースとして提供されている。また角川書店のアニメ雑誌『娘TYPE』2014年2月号（12月27日発売号）にて出張版が掲載された。
2015年7月21日掲載の第89話から同年10月6日掲載の第100話まで「おへんろ。別格編」と改題して、まおの姉の車で別格二十霊場巡りをした。同年10月13日掲載のex01話からは「おへんろ。」と原題に戻し、前後編でマチ★アソビに参加した。2回の休載を経て11月10日に連載再開の予告が掲載され、翌週の11月17日掲載の第101話から連載を再開し、2017年3月28日掲載の第171話で第1期は完結した。2017年5月6日19時からの「マチ★アソビvol.18」のおへんろ。イベントで徳島新聞連載の第2期開始が告知された。同日に第1話がマチ★アソビ内で配布、同月23日より『歴史探究阿波踊り編』として連載を開始し2018年10月23日完結。マチ★アソビvol.21のおへんろ。イベントで告知されていた第3期『歴史探究サイクリング編』が2018年10月30日より2020年7月28日まで連載された。
2014年5月に開催されたufotable主催のアニメイベント「マチ★アソビ」にて徳島出身の漫画家、寺本薫により『ファミ通コミッククリア』にて連載が開始されることが発表された。また、2014年5月3日から2015年3月28日までアニメと実写の合成による情報番組として『おへんろ。〜八十八歩記〜』が放送された。山下七海、江原裕理、高野麻里佳のキャスティングは、特別なオーディションもなく選ばれた。江原裕理はufotable運営のマチ★アソビCafeのアルバイトに応募したことがきっかけとなり、今作で声優デビュー。その結果、2016年よりマウスプロモーション養成所とufotable制作部に所属することとなった。
2015年11月、「おへんろ。海を渡る in台湾」としてufotable代表近藤光、山下七海、江原裕理が徳島のPR事業のセミナーに参加した。
2017年8月、アニメツーリズム協会が全世界の日本アニメファンを対象に、2016年7月から行なわれたWeb投票の結果をもとに決定される『2018年版 日本のアニメ聖地88』に「おへんろ。」が徳島市など四国４県の「聖地」として選ばれ、イベントとして「マチ★アソビ」も「聖地」入りした。

### タイアップ・コラボレーション
- 2014年9月25日、環境省が進めるエコロジー事業「スマートムーブ」の2014年度公認キャラクターに本作の登場人物である、まお、ちわ、めぐみが選ばれた[7]。

スマートムーブは公共交通機関や自転車を積極的に活用したり、徒歩を楽しんだりすることで二酸化炭素排出を抑えた移動を呼び掛ける運動。本作のテーマでもある歩き遍路とスマートムーブのイメージが重なり、若者になじみやすいことから公認キャラクターに選ばれた。
2016年10月には、「平成28年度3R推進中国四国地方大会」開催にあたり、「マチ★アソビ」に環境省が参加。「マチ★アソビ　エコ（3R）トークショー」が行われた。
- 2015年3月より、徳島県で飼育されている鶏の品種、「阿波尾鶏」のPRポスターに採用された[9]。
- 2015年3月22日に開催のとくしまマラソン2015公式ポスターに描かれ[10]、制作された2200枚の内の50枚を先着で無料配布するイベントも行なわれた。また、完走者メダルや大会に使われるタオルなどのデザインにも描かれた[11][12][13]。

2016年のとくしまマラソン公式ポスターにも描かれ、前年と同様に完走者メダルや大会に使われるタオルなどのデザインにも採用される。
- 2015年5月3日、「マチ★アソビ」においてJR徳島駅で行われる「一日駅長」イベントに本作に出演の山下七海、江原裕理、高野麻里佳を含めた5人の声優が任命された[15]。
- 2015年から徳島市阿波おどりのPRポスターとして他のufotable作品と共に本作が採用されている[16][17]。
- 2015年10月より、日本航空とのコラボレーションとして、日本エアコミューター 徳島＝福岡搭乗キャンペーンのメインキャラクターに採用された[18]。
- 2015年10月、日用品・トイレタリー用品メーカーであるサンスターとのコラボレーションとして歯磨きセットを販売[19]。
- 2016年、徳島県において展開されている観光パスポート「おどる宝島! パスポート」と、同年1月から12月までの1年間のみコラボレーションを行った。パスポートと同時配布される小冊子である「おどる宝島! パスポート ご利用ガイド2016」に、まお・ちわ・めぐみが描かれている[20]。なお2017年1月の冊子更新によって、以降のコラボは解消されている。
- 2016年4月より、四国4県においてセブン-イレブンとのコラボ企画がスタート。対象商品購入でオリジナルポスターがもらえるキャンペーンを行った[21]。

5月3日、「マチ★アソビ」において、セブン‐イレブンJR徳島駅前店にて、本作で声優を務める山下七海、江原裕理、高野麻里佳が「一日店長」に任命された。
11月からは、セブン-イレブンが独自に発行する電子マネー「nanaco」カードの、46都道府県ご当地限定カード発行企画において、四国4県において、本作とのコラボを行った。
- 2016年7月、参院選から選挙権年齢が18歳以上に引き下げられるのを受け、中高生向けの啓発ポスターに本作が採用され、徳島県内すべての中学校・高校に配布された[24]。
- 2017年、教師用指導書「学習指導要項準拠 標準美術Ⅱ」にて「四国鉢順八ヶ所霊場の美」を紹介するページに本作が掲載された[25]。
- 2018年5月、コカ・コーラスリムボトルとのコラボレーションが決定。アニメキャラクターとのコラボレーションはエリア限定商品を除きコンビニや自動販売機などで一般に販売されるのは世界初となる。販売エリアは四国全域となる[26]。2018年10月までの5ヶ月間で23万本の売り上げを記録した[27]

その他、四国4県内外において多数の商品とのタイアップやイベントなどに採用されている。

### 単行本
ufotable制作で徳島新聞連載の第0話から第50話までをまとめてインタビュー記事等を追加したものが、「おへんろ。1」というタイトルでマチ★アソビvol.15期間中の2015年10月10日に徳島新聞社より発行された。
　また、第二期の単行本が「おへんろ。ー歴史探究阿波踊り編ー　第一巻」というタイトルでマチ★アソビvol.21期間中の2018年10月6日にufotableから発行発売。A4判、本文オールカラー82ページ、第二期の1話から38話を収録し、text担当の近藤光があとがきを書いている。1話あたり2ページ左にイラスト、右側に本文というレイアウト。

## ストーリー
ちわ、まお、めぐみの3人が登場しお遍路巡りをする点は同じだが、新聞、テレビ番組、漫画で若干設定等が異なる。以下は新聞の設定である。

期末テストも終わり夏休みを目前に迎えたある日、同じ学校に通う女子高生「まお」「ちわ」「めぐみ」は、めぐみの家で見付けた「納経帳」をきっかけに『お遍路巡り』をすることになる。

## 登場人物
まお
声 - 山下七海
普通の女子高生。夏休みだし暇だからという理由で参加。「お遍路」の存在自体知らなかったが景色や仲間との会話を楽しんでいる。時々メディアで紹介されている観光名所に寄りたがったり、名物を食べたがったりするミーハーな一面をのぞかせる。3人姉妹の真ん中で、後述の姉「すず」と妹の「ゆう」がいる。 父の仕事関係で転勤が多く、新聞では去年ちわやめぐみの住んでいるところに引っ越してきた設定。第1期第101話でおへんろ部の部長に就任。カラオケやお化けが苦手。
後述のテレビ番組『八十八歩記』では、まおの家族構成については詳しく語られない。
また番組では、歴女であるという設定が追加され、新聞連載にのみ登場する「平かな」が負っていた役割を代理しており、漫画版でもこの設定が反映されている。また道中にある恋愛スポットに敏感に反応する一面も持つ。
ちわ
声 - 江原裕理 
もともと「お遍路」に興味はなかったが、2人が乗り気だったのでノリでお遍路に参加する。食べることと体を動かすことが好きで割とお遍路を楽しんでいる。一人っ子で、幼少期より家族でよく登山に行ったりしているので3人の中で一番体力があり、いわゆる「山門の長階段」や「遍路ころがし」といったお遍路道中の難所では彼女の独擅場と化す。めぐみとは幼稚園からのつき合い。
好奇心旺盛であり、興味を持ったことにはすぐに食いつくため、テレビ番組『八十八歩記』内では不定期ではあるが「おへんろ探検隊」や「ちわのご当地B級グルメ探検」のコーナーを持っている。番組が進むにつれ、状況に応じた「俳句」 を詠むようになる。
めぐみ
声 - 高野麻里佳
解説役。軽い気持ちで2人を「お遍路」に誘う。父親がお遍路好きなため、お遍路に関する知識は少しだけある。体力がなく、ちわとは逆に山道ではつぶれたりもする。3人姉弟の長姉、小学3年生の妹「あい」と3歳の弟「そら」がいる。ただし、番組では新聞と違い3人姉弟という設定はない。
テレビ番組『八十八歩記』では解説役ゆえに、遍路札所の見どころを紹介する「めぐちゃんの見逃せない札所ポイントコーナー」のコーナー持ちでもある。さらに同番組では動物好きの側面がピックアップされ、遍路道中の水族館や動物園などに立ち寄っては、様々な動物と触れ合っている。
漫画版では遍路に出る事が親にバレ、心配した父親からの要請により遍路の内容を短文投稿共有式SNSサービス「ツブヤイター」で頻繁に呟き、家族との連絡手段にしている。そのため、これから行く場所について父親からネタバレされて落ち込んだり、心配され過ぎた上に干渉される事を鬱陶しがったりする描写もある。
先達さん
声 - 奥村翔
テレビ番組『八十八歩記』のアニメパートに登場。3人の旅に同行する先達（遍路旅程の先輩）である。お遍路から外れて寄り道ばかりな3人に時おり閉口することもあるが、遍路初心者である3人を優しく見守りアドバイスする。めぐみ以上に遍路に詳しく、番組では主役3人を差し置いて、自身のコーナー「教えて! 先達さん」を持っている。番組が進むにつれて、密かに歴史やメカが好きな一面を見せる。ちわからは「せんだいちゃん」と呼ばれている。
新聞連載においては登場しない。新聞連載においては「3人娘に同行している先達」というキャラは存在せず、それぞれの場面に、それぞれ通りすがりの先達が登場している。テレビ番組において3人娘に同行している先達は、そうした原作に登場した先達キャラクターの役割を代行する役目を持っている。

## おへんろ。〜八十八歩記〜
2014年5月3日から2015年3月28日まで放送された。全44話。新聞記事広告を原作に、アニメと実写をコラボレーションさせた新感覚の旅情報番組。実写による取材をベースに、まお・ちわ・めぐみの3人のキャラクターが四国八十八箇所や道中にある様々なスポットを巡り、お寺周辺の名所やグルメ情報を紹介する。
原作を手がけるufotableが企画・制作し、アニメーション部分の制作も行う。2014年より四国エリア内の放送各局が行っている四国遍路開基1200年記念番組のひとつであり、テレビ愛媛（愛媛県）・高知さんさんテレビ（高知県）・岡山放送（岡山県・香川県）が共同制作として名を連ねている。また、徳島県のテレビ局は制作に参加していないが、ケーブルテレビ徳島で放送される。制作協力は、四国八十八箇所霊場会。制作局のひとつであるテレビ愛媛においては「テレビ愛媛開局45周年記念番組」として位置づけられている。
テレビ愛媛では5月の平均視聴率は2％台後半だったが7〜9月には5〜6％台に上昇しており、7月19日放送分では視聴率が7.8％を記録した。2015年3月までに最高視聴率10.2％を記録している。ちなみに、岡山放送でも視聴率が8.0％を超えている。また、岡山放送では2014年10月2日より毎週木曜の深夜25:55（金曜早朝1:55）から、テレビ愛媛では2014年12月4日より毎週木・金曜、2015年1月より毎週月・火曜の朝4:55から30分枠での再放送が行われている。高知さんさんテレビの再放送では早朝4時30分、3回目の放送にもかかわらず2％以上の視聴率を維持している。
本放送終了後、2015年5月30日には、全八十八箇所を纏めた総集編を55分番組として、岡山放送、テレビ愛媛、高知さんさんテレビにて放送。さらに、50分番組として、「おへんろ。〜八十八歩記〜 特別編 四国満喫！鉄道で巡るおへんろ。」 が岡山放送では2015年11月28日、テレビ愛媛、高知さんさんテレビでは同11月29日、フジテレビ系列ではないが徳島県唯一の地上波民放局四国放送で同12月5日に放送された。
2016年4月よりタイ王国での放送が開始された。9月からはハワイでの放送が開始。
2017年10月7日のマチ★アソビ vol.19のイベントで第2期制作決定と発表された。キャッチコピーは「私たち、歩きます」。クラウドファンディング実施予定。

2018年10月8日のマチアソビVOL.21のイベントで2019年4月放送開始を目標に第2期制作スタートと告知された。

### スタッフ

#### アニメーションパート
- キャラクターデザイン・作画監督 - 永森雅人
- 原画 - 伊東優一、辻雅俊、久野紗世
- 動画 - 外山楓、田中敦士、久野紗世、藤本典子、櫻庭康平、小林友衣、村上漢、岡田瞳
- 色彩設定・色指定検査 - 小宮ひかり
- 仕上げ - 千崎美賀子・小宮ひかり
- 撮影監督 - 滝沢雅人
- 撮影 - 西中莉麻
- 音響監督 - スタジオマウス
- 録音 - 納谷僚介
- 調整 - 岡部直紀
- 調整助手 - 川和浩之
- 公式ホームページ - チョンソダム
- アニメーションプロデューサー補佐 - 久保千紘
- アニメーションプロデューサー - 近藤光
- アニメーション制作 - ufotable

#### 実写パート
- 構成・ディレクター - 松井洋・川谷康
- カメラマン - 真鍋賢二
- 音声 - 小山芳正
- 効果・音響 - 松本龍輔
- テロップ - 前山和毅
- ダイアログ・実写プロデューサー - 大原隆宏
- 実写制作 - エイデン

### 主題歌
「千と二百の物語」
作詞・作曲 - 鹿島公行  / 編曲 - 宮下卓也 / 歌 - TEAM OHENRO。（高野麻里佳、山下七海、江原裕理）

#### CD「千と二百の物語」
2014年10月8日にDIVE II entertainmentよりCDが発売された。内容は、CDのみの通常版と、ノンクレジットオープニングを含むフルコーラスPVおよび主演声優によるライブや出演番組の舞台裏が収められたブルーレイディスクが添付された特装版の2種。カップリングにTEAM OHENRO。が歌う番組(徳島編)のイメージソング『おへんろ。数え歌 〜徳島編〜』(作詞:近藤光,皆谷尚美,ufotable 作曲:皆谷尚美)を収録。
CD収録内容
1. 千と二百の物語
2. おへんろ。数え歌 〜徳島編〜
3. 千と二百の物語（instrumental）
4. おへんろ。数え歌 〜徳島編〜（instrumental）

特装版付属Blu-ray収録内容
1. アニメーションPV
2. おへんろ。どきゅめんたりー。

### 放送局

#### 地上波,CATVおよびBS放送,CS放送
| 放送地域       | 放送局                                  | 放送期間                        | 放送日時               | 放送系列       | 備考                                          |
| -------------- | --------------------------------------- | ------------------------------- | ---------------------- | -------------- | --------------------------------------------- |
| 岡山県・香川県 | 岡山放送                                | 2014年5月3日 - 2015年3月28日    | 土曜 11:15 - 11:45     | フジテレビ系列 | 制作局                                        |
| 岡山県・香川県 | 岡山放送                                | 総集編2015年5月30日(土曜)       | 14:00 - 14:55          | フジテレビ系列 | 制作局                                        |
| 岡山県・香川県 | 岡山放送                                | 特別編2015年11月28日(土曜)      | 13:00 - 13:55          | フジテレビ系列 | 制作局                                        |
| 愛媛県         | テレビ愛媛                              | 2014年5月4日 - 2015年3月29日    | 日曜 8:55 - 9:25       | フジテレビ系列 | 制作局                                        |
| 愛媛県         | テレビ愛媛                              | 総集編2015年5月30日(土曜)       | 16:00 - 17:00          | フジテレビ系列 | 制作局                                        |
| 愛媛県         | テレビ愛媛                              | 特別編2015年11月29日(日曜)      | 16:00 - 16:55          | フジテレビ系列 | 制作局                                        |
| 高知県         | 高知さんさんテレビ                      | 2014年5月4日 - 2015年3月29日    | 日曜 8:55 - 9:25       | フジテレビ系列 | 制作局                                        |
| 高知県         | 高知さんさんテレビ                      | 総集編2015年5月30日(土曜)       | 14:35 - 15:30          | フジテレビ系列 | 制作局                                        |
| 高知県         | 高知さんさんテレビ                      | 特別編2015年11月29日(日曜)      | 16:30 - 17:25          | フジテレビ系列 | 制作局                                        |
| 徳島市など     | ケーブルテレビ徳島 (ちゃんねるトクシマ) | 2014年5月11日 - 2015年4月5日    | 日曜 21:30 - 22:00     | CATV           |                                               |
| 日本全国       | BSフジ                                  | 2014年10月19日 - 2015年10月18日 | 日曜深夜 26:30 - 27:00 | BS放送         | 2015年1月 - 3月は日曜深夜 27:55 - 28:25で放送 |
| 徳島県         | 四国放送                                | 2019年4月13日 - 6月22日         | 土曜 26:20 - 26:50     | 日本テレビ系列 | 徳島県関係の回のみ放送。ノンスポンサー。      |
| 徳島県         | 四国放送                                | 特別編2015年12月5日(土曜)       | 13:00 - 13:55          | 日本テレビ系列 | 徳島県関係の回のみ放送。ノンスポンサー。      |

#### ネット配信
| 放送地域 | 放送局             | 放送期間        | 放送系列   | 備考                                           |
| -------- | ------------------ | --------------- | ---------- | ---------------------------------------------- |
| 日本全国 | ニコニコチャンネル | 2014年9月19日 - | ネット配信 | 初回第1話 - 第4話 一挙配信（以降、順次配信中） |
| 日本全国 | 楽天ショウタイム   | 2014年9月19日 - | ネット配信 | 初回第1話 - 第4話 一挙配信（以降、順次配信中） |
| 日本全国 | ビデオマーケット   | 2014年9月19日 - | ネット配信 | 初回第1話 - 第4話 一挙配信（以降、順次配信中） |
| 日本全国 | GYAO!              | 2014年9月26日 - | ネット配信 | 初回第1話 - 第8話 一挙配信（以降、順次配信中） |
| 日本全国 | dアニメストア      |                 | ネット配信 |                                                |
| 日本全国 | Netflix            |                 | ネット配信 |                                                |

### DVD
現在、販路はufotable関連店舗や、ufotable WEBSHOPからの直販に限定されている。
- 第一巻 『おへんろ。〜八十八歩記〜』徳島編コンプリート 2014年10月11日発売。
本編1〜12話及び映像特典(TEAM OHENRO。と一緒におへんろ!)収録。
- 第二巻 『おへんろ。〜八十八歩記〜』高知編コンプリート 2015年3月発売。(「ぷち★アソビ Vol.3」において先行発売)
本編13〜22話及び映像特典(TEAM OHENRO。高知県はりまや橋商店街ライブ映像)収録。
ufotable関連店舗の特典として「おへんろ。数え唄 高知編ＣＤ」付属。[注 18]
- 第三巻 『おへんろ。〜八十八歩記〜』愛媛編コンプリート 本編23〜35話収録。「ぷち★アソビ Vol.3」において発売予定であると告知された。さらに「マチ★アソビ Vol.16」の前夜2016年5月2日に、翌5月3日より予約を募りその数が200に達したら製作開始すると告知され、2016年9月1日発売された。予約特典として(1)ちわ役の江原裕理自身の梱包サービス、及び(2)メッセージカード、(3)「おへんろ。数え唄 愛媛編ＣＤ」[注 19] 付属。
- 第四巻 『おへんろ。〜八十八歩記〜』香川編コンプリート 本編36〜44話収録。2017年10月7日の「マチ★アソビ vol.19」のイベントで発売決定告知。同8日、9日の両日のufotableCINEMAや2018年2月17日から18日にかけて開催された「ぷち★アソビ vol.6」でちわ役の江原裕理が予約を受付。2018年5月4日から6日にかけて開催される「マチ★アソビ Vol.20」にて先行販売。特典として「おへんろ。数え唄 香川編ＣＤ」[注 20] がつく。ufotable関連店舗や、ufotable WEBSHOPでの取り扱いは5月14日以降。
- 特別編『おへんろ。～八十八歩記～ 特別編 列車で行くお遍路の旅』のDVDがリリースされることが5月4日の「マチ★アソビ Vol.20」おへんろ。ステージイベントで告知され、パッケージのラフイラストが公開された。

## おへんろ。〜八十八歩記〜 夏・私たちも歩いた
2014年10月にマチ★アソビvol.13にて公開された実写映画。約30分。出演者は『おへんろ。〜八十八歩記〜』にて、まお、ちわ、めぐみの3人の声優を務める山下七海、江原裕理、高野麻里佳。制作は同じく、『おへんろ。〜八十八歩記〜』のアニメーション制作を行っているufotable。実写のカメラマン担当はufotable所属の栖原隆史と寺尾優一が担当。ufotable代表の近藤光も参加した。声優3人が作品内と同様に四国八十八箇所巡礼を行うドキュメンタリー作品である。エンドロールで「おへんろ。数え唄 愛媛編」が流れた。

映画館と提携してユーザーの観たい映画の劇場チケットを販売するサイト「ドリパス」が行った投票にて多数の票を獲得し、2015年2月8日にシネマート新宿にて再上映された。
なお、この作品に新規制作の高知編を付け加えて1時間番組にしたテレビスペシャルがOHKで2015年2月24日未明、KSS・EBCで3月2日未明に放送された。また、「ぷち★アソビvol.3」期間中にufotable CINEMAにおいて上映され、あわせてブルーレイディスク化も発表され、2015年5月3日に発売された。
| 放送地域       | 放送局             | 放送日                  | 放送時間      | 放送系列       | 備考   |
| -------------- | ------------------ | ----------------------- | ------------- | -------------- | ------ |
| 岡山県・香川県 | 岡山放送           | 2015年2月23日(月曜深夜) | 25:50 - 26:50 | フジテレビ系列 | 制作局 |
| 愛媛県         | テレビ愛媛         | 2015年3月1日(日曜深夜)  | 25:10 - 26:05 | フジテレビ系列 | 制作局 |
| 高知県         | 高知さんさんテレビ | 2015年3月1日(日曜深夜)  | 25:10 - 26:05 | フジテレビ系列 | 制作局 |

## その他の映像作品
マチ★アソビ vol.16期間中の2016年5月4日と翌5月5日に「おへんろ。徳島マラソンPV 上映会」が開催された。

## 漫画
2014年11月21日より『ファミ通コミッククリア』にて連載が開始。原作はufotable、作画は徳島出身の漫画家である寺本薫。
連載時のタイトルは『おへんろ。』のみだが、単行本では上記した他メディア作品との区別および関係性を示すため、タイトルが『おへんろ。寄り道コミック!』となっており、前述の『おへんろ。〜八十八歩記〜』を本編として、同番組における放送各回間の挿話を記してまとめた番外編という形をとっている。
2014年5月に開催されたufotable主催のアニメイベント「マチ★アソビ vol.12」にて制作が発表された。また、「マチ★アソビ vol.13」開催時、ポッポ街商店街や南海ブックス(ともに徳島市)で「マチ★アソビ特別編」の冊子が無料配布された。2015年5月15日より「ニコニコ静画」ほかでも第0話を配信開始。
ファミ通コミッククリアで2016年3月18日に配信された第20話や翌日の「ぷち★アソビ vol.4」において、徳島編単行本化を計画中であると発表され、エンターブレインの「ファミ通クリアコミックス」レーベルより『おへんろ。寄り道コミック! 徳島編』が2016年5月14日発売された。0話以降ほぼ月1回1話を配信してきたが、「コミッククリア」公式サイトで2017年8月11日に配信された第34話「これが私のお遍路道」で完結。単行本の2巻『おへんろ。 寄り道コミック!! 高知～愛媛編』及び完結巻の3巻『おへんろ。 寄り道コミック!!! 愛媛～香川編』は2017年9月15日に同時発売された。
なお、この漫画版における、まお・ちわ・めぐみの三人組は「ufotableが制作するテレビ番組である『おへんろ。〜八十八歩記〜』の出演者」(どちらかといえば上記テレビ番組の「キャラクター」ではなく「担当声優」に近い立場)という設定であり、原作やテレビ番組を代表とする他のメディアにおいて設定されている「純粋に興味でお遍路を楽しんでいる女子高生たち」という描写とは一線を画している。この漫画版で語られる一連のストーリーにおいては「テレビ番組(あるいは原作となる新聞記事)の内容」はあくまでも「収録された番組」すなわち「制作(ufotable)側が提示した台本に基づくフィクション」(とはいえ三人組の性格などに大きな開きや隔たりがあるわけではない)であり、本作の内容は、その収録の合間における「プライベートな幕間」である、という設定となっている。このことに関して本作では、まおの台詞を借りて高校生のお遍路は「私たちだけじゃ無理」「四国を回るなら長期の旅になるから(未成年が行うなら)同行できる大人がいないと」「家族の許可もまずおりない」「旅費だってかなりかかる」という一連の説明 が付されている。

### 寄り道コミック あらすじ
お遍路マニアな親の影響で常々お遍路に行きたいと願っていた「めぐみ」は、ある日、友人の「まお」と「ちわ」に、その想いを語り一緒にお遍路をしようと誘う。だが、まおは自分達が未成年の身であることを理由に、それを渋る。だが、めぐみは平然と、まおの懸念に対する打開策を提示する。
めぐみは、とある伝から四国八十八箇所を紹介するテレビ番組『おへんろ。〜八十八歩記〜』の出演者オーディションが行われるのを聞きつけていたのだ。番組の収録ならば、旅費も雑費も必要経費として制作会社およびスポンサー持ち。収録には大人のスタッフさんもついてきてくれる。情報番組だから、ついでに各地の名物や史跡にも行くことができるかも。めぐみに、そう説得されたまおとちわは、彼女の言葉に一気に乗り気になって、番組オーディションに挑み、そして合格してしまう。
かくて「まお・ちわ・めぐみ」の3人は『おへんろ。〜八十八歩記〜』のメインナビとして番組スタッフたちと共に四国八十八箇所に挑み、その途中で番組では紹介しきれない、様々な名所名物旧跡を楽しみ倒すのであった。

### 書誌情報
『おへんろ。寄り道コミック!』ファミ通クリアコミックス（エンターブレイン） 原作：ufotable / 作画：寺本薫
1. 徳島編 2016年5月14日 初版発行・発売 ISBN 978-4-04-734170-8
2. 高知～愛媛編 2017年9月15日 初版発行・発売 ISBN 978-4-04-734762-5
3. 愛媛～香川編 2017年9月15日 初版発行・発売 ISBN 978-4-04-734763-2